# Gibraltars demografi
Gibraltars demografi beskriver forhold om befolkningen i Gibraltar, herunder befolkningstætheden, etnisk sammensætning, uddannelsesniveau, helbredstilstand, økonomisk status, religiøse tilhørsforhold.

## Etniske rødder
Et af de særlige forhold ved Gibraltar er den brogede etniske sammensætning. Gibraltars demografi afspejler gibraltarernes racemæssige og kulturelle sammensmeltning af de mange europæiske og ikke-europæiske immigranter, der kom til kolonien gennem mange hundrede år. De er efterkommere af økonomiske flygtninge, der kom til Gibraltar, efter at størstedelen af den tidligere spanske befolkning forlod stedet i 1704. 

### Spanske rødder
Størstedelen af den spanske befolkning, med få undtagelser, forlod Gibraltar, da hollænderne og englænderne indtog landsbyen i 1704. De få spaniere, der forblev på stedet i august 1704, voksede med en gruppe, der ankom med den flåde, som var anført af prins Georg af Hessen-Darmstadt; der var øjensynlig omkring et par hundrede spaniere, primært catalanere. 
En interessant gruppe udgøres af menorcanere. Der begyndte at komme menorcanere til Gibraltar kort efter indførelsen af britisk herredømme i 1713 som følge af, at også Menorca var britisk i det 18. århundrede. Der var tale om en bredt udsnit af menorcanere, der søgte arbejde inden for flere brancher, herunder byggeri, hvilket der især blev brug for efter den store belejring af Gibraltar i 1783. Immigrationen fra Menorca fortsatte, også efter at øen igen blev spansk i forbindelse med fredstraktaten i Amiens i 1802.
Immigration fra Spanien og giftermål mellem spaniere fra de omkringliggende landsbyer og gibraltarere forekom til stadighed op gennem Gibraltars historie, indtil den daværende leder af Spanien, general Franco beordrede grænsen lukket til Gibraltar i 1969, en beslutning, der afskar mange gibraltarere fra at besøge slægtninge på den spanske side af grænsen. 
Samlet set udgør gibraltarere af spansk afstamning en af de største etniske grupper i territoriet. Hvis man skal tage efter efternavnet, er det mere end 24 %, men andelen kan være større, idet en del spanske kvinder er blevet gift til et ikke-spansk navn.

### Britiske rødder
Britere er flyttet til og fra Gibraltar helt fra begyndelsen efter indtagelsen af territoriet. En gruppe af briterne har kun haft midlertidigt ophold i Gibraltar, når de har været i beskæftigelse i garnisonen eller i administrationen. Denne gruppe, der i den første lange periode af det britiske herredømme, var temmelig stor, består nu om stunder ikke af mere end omkring 3 % af befolkningen (ca. 1000 personer). 
Men der er også en større gruppe af briter, der er flyttet til Gibraltar på permanent basis. Nogle af disse, der kom til allerede tidligt, flyttede for at finde sig ernæring i form af handel eller håndværk. Andre flyttede dertil som udgangspunkt på midlertidig basis, men blev så på stedet efter giftermål med lokale kvinder. Større anlægsarbejder som etableringen af havnen i 1890'erne og begyndelsen af det 20. århundrede førte større grupper af arbejdere til Gibraltar fra Storbritannien. 
I forbindelse med en analyse af efternavne baseret på valglister har man fundet frem til, at omkring 27 % af befolkningen har britiske rødder.

### Rødder i Genova og det øvrige Italien
I det 18. og det 19. århundrede ankom der genoesere til Gibraltar, særligt fra de fattigste områder af Liguria. Nogle af dem kom som fiskere, der fulgte efter fiskestimerne, nogle som håndværkere, der hjalp med reparation af britiske flådefartøjer, men andre havde succes som handelsfolk. Der kom desuden en hel del i Napoleonstiden for at slippe for værnepligt i den franske hær. Genoeserne udgjorde en større andel af den nye befolkning i det 18. og midten af det 19. århundrede.
Der kom desuden italienere fra Sardinien og Sicilien. I nutiden bærer omkring 20 % af befolkningen efternavne af italiensk oprindelse. 

### Portugisiske rødder
Portugisere var en af de tidligste etniske grupper, der flyttede til Gibraltar, især fra Algarve-regionen i det sydlige Portugal. De fleste af dem ernærede sig som arbejdere, nogle som handlende. Denne gruppe voksede markant i det 18. århundrede og igen, efter at Franco lukkede grænsen til Spanien i 1969. Omkring 10 % af efternavnene i Gibraltar er af portugisisk afstamning.

### Marokkanske rødder
Marokkanere har altid været tydeligt til stede i Gibraltar. Den nuværende gruppe har dog relativt sene rødder. Der begyndte at ankomme marokkanere til Gibraltar kort efter, at den spanske regering begyndte at lægge de første restriktioner på spaniernes muligheder for at arbejde i Gibraltar i 1964. I slutningen af 1968 var der omkring 1.300 marokkanske arbejdere bosiddende i Gibraltar, og dette tal blev mere end fordoblet efter lukningen af grænsen til Spanien i 1969.

### Andre befolkningsgrupper
Der findes mindre grupper af følgende nationaliteter:
- Maltesere befandt sig på den samme britiske rute mod øst som Gibraltar. De kom til territoriet for at få arbejde eller for at undslippe maltesisk lov.[8]
- Jøder, flest af sefardisk oprindelse, havde mulighed for at følge deres ritualer, som var forbudt i det katolske Spanien, straks efter den britiske erobring af Gibraltar i 1704. Der kom også en del jøder fra London, særligt efter den store belejring.[9]
- Indere, de fleste fra Hyderabad, kom hertil som handelsfolk efter åbningen af Suez-kanalen i 1870; en del andre immigrerede som arbejdere, der overtog stillinger fra de spaniere, der ikke længere kunne varetage deres jobs efter lukningen af grænsen til Spanien i 1969.[10]
- Franskmænd, hvoraf mange ankom efter den franske revolution i 1789, startede handelsforetagender.[6]
- Meget små grupper af østrigere, kinesere, japanere, polakker og danskere.

## Demografiske statistikker
Den samlede befolkning i Gibraltar var i 2011 på 29.752.

### Centrale oversigter
|       | Omtrentlig befolkningstal | Levendefødte | Døde | Ændring i befolkningstal | Bruttofødselsrate (pr. 1000) | Bruttodødsrate (pr. 1000) | Ændring (pr. 1000) |
| ----- | ------------------------- | ------------ | ---- | ------------------------ | ---------------------------- | ------------------------- | ------------------ |
| 1934  | 17.000                    | 448          | 279  | 169                      | 26,4                         | 16,4                      | 9,9                |
| 1935  | 18.000                    | 457          | 338  | 119                      | 25,4                         | 18,8                      | 6,6                |
| 1936  | 18.000                    | 476          | 355  | 121                      | 26,4                         | 19,7                      | 6,7                |
| 1937  | 19.000                    | 491          | 366  | 125                      | 25,8                         | 19,3                      | 6,6                |
| 1938  | 19.000                    | 488          | 335  | 153                      | 25,7                         | 17,6                      | 8,1                |
| 1939  | 19.000                    | 508          | 345  | 163                      | 26,7                         | 18,2                      | 8,6                |
| 19401 | 14.000                    | 241          | 326  | - 85                     | 17,2                         | 23,3                      | -6,1               |
| 19411 | 10.000                    | 4            | 94   | - 90                     | 0,4                          | 9,4                       | -9,0               |
| 19421 | 10.000                    | 1            | 145  | - 144                    | 0,1                          | 14,5                      | -14,4              |
| 19431 | 10.000                    | 3            | 130  | - 127                    | 0,3                          | 13,0                      | -12,7              |
| 19441 | 15.000                    | 50           | 126  | - 76                     | 3,3                          | 8,4                       | -5,1               |
| 1945  | 20.000                    | 614          | 192  | 422                      | 30,7                         | 9,6                       | 21,1               |
| 1946  | 21.000                    | 449          | 206  | 224                      | 21,4                         | 9,8                       | 10,7               |
| 1947  | 22.000                    | 471          | 184  | 246                      | 21,4                         | 8,4                       | 11,2               |
| 1948  | 23.000                    | 491          | 211  | 280                      | 21,3                         | 9,2                       | 12,2               |
| 1949  | 23.000                    | 525          | 215  | 310                      | 22,8                         | 9,3                       | 13,5               |
| 1950  | 23.000                    | 459          | 207  | 252                      | 20,0                         | 9,0                       | 11,0               |
| 1951  | 23.000                    | 544          | 285  | 259                      | 23,7                         | 12,4                      | 11,3               |
| 1952  | 23.000                    | 551          | 226  | 325                      | 24,0                         | 9,8                       | 14,1               |
| 1953  | 23.000                    | 525          | 228  | 297                      | 22,8                         | 9,9                       | 12,9               |
| 1954  | 24.000                    | 566          | 235  | 331                      | 23,6                         | 9,8                       | 13,8               |
| 1955  | 24.000                    | 561          | 224  | 337                      | 23,4                         | 9,3                       | 14,0               |
| 1956  | 24.000                    | 571          | 227  | 344                      | 23,8                         | 9,5                       | 14,3               |
| 1957  | 24.000                    | 550          | 250  | 300                      | 22,9                         | 10,4                      | 12,5               |
| 1958  | 24.000                    | 600          | 219  | 381                      | 25,0                         | 9,1                       | 15,9               |
| 1959  | 24.000                    | 550          | 231  | 319                      | 22,9                         | 9,6                       | 13,3               |
| 1960  | 24.000                    | 616          | 221  | 395                      | 25,7                         | 9,2                       | 16,5               |
| 1961  | 23.900                    | 560          | 241  | 319                      | 23,4                         | 10,1                      | 13,3               |
| 1962  | 24.100                    | 561          | 212  | 349                      | 23,3                         | 8,8                       | 14,5               |
| 1963  | 24.300                    | 642          | 182  | 460                      | 26,4                         | 7,5                       | 18,9               |
| 1964  | 24.500                    | 629          | 222  | 407                      | 25,7                         | 9,1                       | 16,6               |
| 1965  | 25.300                    | 679          | 243  | 436                      | 26,8                         | 9,6                       | 17,2               |
| 1966  | 25.400                    | 597          | 204  | 393                      | 23,5                         | 8,0                       | 15,5               |
| 1967  | 25.700                    | 535          | 244  | 291                      | 20,8                         | 9,5                       | 11,3               |
| 1968  | 25.900                    | 542          | 216  | 326                      | 20,9                         | 8,3                       | 12,6               |
| 1969  | 26.200                    | 557          | 246  | 311                      | 21,3                         | 9,4                       | 11,9               |
| 1970  | 26.500                    | 573          | 268  | 305                      | 21,6                         | 10,1                      | 11,5               |
| 1971  | 28.000                    | 594          | 238  | 356                      | 21,2                         | 8,5                       | 12,7               |
| 1972  | 29.000                    | 581          | 244  | 337                      | 20,0                         | 8,4                       | 11,6               |
| 1973  | 29.600                    | 536          | 244  | 292                      | 18,1                         | 8,2                       | 9,9                |
| 1974  | 29.000                    | 575          | 204  | 371                      | 19,8                         | 7,0                       | 12,8               |
| 1975  | 29.700                    | 525          | 231  | 294                      | 17,7                         | 7,8                       | 9,9                |
| 1976  | 30.000                    | 510          | 253  | 247                      | 17,0                         | 8,8                       | 8,2                |
| 1977  | 30.100                    | 506          | 248  | 258                      | 16,8                         | 8,2                       | 8,6                |
| 1978  | 29.400                    | 520          | 253  | 267                      | 17,7                         | 8,6                       | 9,1                |
| 1979  | 29.700                    | 472          | 257  | 215                      | 15,9                         | 8,7                       | 7,2                |
| 1980  | 29.700                    | 550          | 282  | 268                      | 18,5                         | 9,5                       | 9,0                |
| 1981  | 29.700                    | 511          | 231  | 280                      | 17,2                         | 7,8                       | 9,4                |
| 1982  | 29.500                    | 566          | 223  | 343                      | 19,2                         | 7,6                       | 11,6               |
| 1983  | 29.100                    | 510          | 252  | 258                      | 17,5                         | 8,7                       | 8,9                |
| 1984  | 28.800                    | 506          | 265  | 241                      | 17,6                         | 9,2                       | 8,4                |
| 1985  | 28.600                    | 498          | 276  | 222                      | 17,4                         | 9,7                       | 7,8                |
| 1986  | 29.000                    | 507          | 290  | 217                      | 17,5                         | 10,0                      | 7,5                |
| 1987  | 29.500                    | 531          | 217  | 314                      | 18,0                         | 7,4                       | 10,6               |
| 1988  | 30.100                    | 523          | 293  | 230                      | 17,4                         | 9,7                       | 7,6                |
| 1989  | 30.700                    | 530          | 219  | 311                      | 17,3                         | 7,1                       | 10,1               |
| 1990  | 30.900                    | 531          | 279  | 252                      | 17,2                         | 9,0                       | 8,2                |
| 1991  | 30.000                    | 567          | 255  | 312                      | 18,9                         | 8,5                       | 10,4               |
| 1992  | 28.800                    | 569          | 205  | 364                      | 19,7                         | 7,1                       | 12,6               |
| 1993  | 28.100                    | 518          | 275  | 243                      | 18,5                         | 9,8                       | 8,7                |
| 1994  | 27.100                    | 509          | 261  | 248                      | 18,8                         | 9,6                       | 9,1                |
| 1995  | 27.200                    | 435          | 205  | 230                      | 16,0                         | 7,5                       | 8,5                |
| 1996  | 27.100                    | 445          | 221  | 224                      | 16,4                         | 8,2                       | 8,3                |
| 1997  | 27.200                    | 427          | 263  | 164                      | 15,7                         | 9,7                       | 6,0                |
| 1998  | 27.000                    | 411          | 267  | 144                      | 15,2                         | 9,9                       | 5,3                |
| 1999  | 27.200                    | 381          | 277  | 104                      | 14,0                         | 10,2                      | 3,8                |
| 2000  | 27.000                    | 408          | 262  | 146                      | 15,1                         | 9,7                       | 5,4                |
| 2001  | 28.200                    | 374          | 249  | 125                      | 13,2                         | 8,8                       | 4,4                |
| 2002  | 28.500                    | 371          | 242  | 129                      | 13,0                         | 8,5                       | 4,5                |
| 2003  | 28.600                    | 372          | 234  | 138                      | 13,0                         | 8,2                       | 4,8                |
| 2004  | 28.800                    | 421          | 242  | 179                      | 14,6                         | 8,4                       | 6,2                |
| 2005  | 28.800                    | 418          | 249  | 169                      | 14,5                         | 8,7                       | 5,9                |
| 2006  | 28.900                    | 373          | 230  | 143                      | 12,9                         | 8,0                       | 5,0                |
| 2007  | 29.300                    | 400          | 202  | 198                      | 13,7                         | 6,9                       | 6,8                |
| 2008  | 29.300                    | 400          | 227  | 173                      | 13,7                         | 7,8                       | 5,9                |
| 2009  | 29.400                    | 417          | 234  | 183                      | 14,2                         | 8,0                       | 6,2                |
| 2010  |                           |              |      |                          |                              |                           |                    |

1Under snden verdenskrig var en stor del af civilbefolkningen (herunder de fleste kvinder) evakueret.

### Befolkningens alder
Estimeret, 2009
- 0-14 år: 16,7 % (2.393 mandlige, 2.276 kvindelige)
- 15-64 år: 66,9 % (9.532 mandlige, 9.219 kvindelige)
- 65 år og derover: 16,5 % (2.125 mandlige, 2.489 kvindelige)

### Kønsfordeling
Estimeret, 2009
- Ved fødslen: 1,05 mandlige/kvindelige
- 0-14 år: 1,05 mandlige/kvindelige
- 15-64 år: 1,03 mandlige/kvindelige
- 65 år og derover: 0,85 mandlige/kvindelige
- Samlede befolkning: 1,0 mandlige/kvindelige

### Forventet levealder
Estimeret, 2009
- Samlet: 80,19 år
- Mandlige: 77,3 år
- Kvindelige: 83,22 år

### Fertilitet
Estimeret, 2009
- 1,65 børn/kvinde

### Børnedødelighed
Estimeret, 2009
- Samlet: 4,83 dødfødte / 1.000 levendefødte
- Mandlige: 5,37 dødfødte / 1.000 levendefødte
- Kvindelige: 4,27 dødfødte / 1.000 levendefødte

### Nationaliteter
Fordelingen på nationaliteter ved folketællingen 2001.
| Nationalitet    | Antal  | Procentdel |
| --------------- | ------ | ---------- |
| Gibraltarere    | 22.882 | 83,2       |
| Øvrige britiske | 2.627  | 9,6        |
| Marokkanere     | 961    | 3,5        |
| Spaniere        | 326    | 1,2        |
| Øvrige EU-lande | 275    | 1,0        |
| Øvrige          | 424    | 1,5        |

### Religion
Romerskkatolske 78,09 %, anglikanere 6,98 %, øvrige kristne 3,21 %, muslimske 4,01 %, jødiske 2,12 %, hinduistiske 1,79 %, øvrige eller ikke angivne 0,94 %, ingen religion 2,86 % (ifølge folketællingen 2001).

### Sprog
Engelsk (skolesprog, bruges i officielle sammenhænge), spansk. De fleste gibraltarere taler sammen på llanito. Det er en dialekt baseret på andalusisk-spansk tilsat britisk-engelsk og elementer af maltesisk, portugisisk, italiensk i den genoesiske variant og haketia. I den marokkanske befolkning tales arabisk, lige som indiske grupper taler hindi eller sindhi. Endelig er der en lille gruppe af maltesisk afstamning, der taler dette sprog.

### Alfabetisme
Over 80 % af befolkningen kan læse og skrive.

### Uddannelse
| Placering | Religion             | Andel af elever (%), der opnår 5 eller mere ifølge GCSE (Karakterne A-C) |
| --------- | -------------------- | ------------------------------------------------------------------------ |
| 1         | Hinduisme            | 79 %                                                                     |
| 2         | Jødedom              | 76 %                                                                     |
| 3         | Øvrige religioner    | 68 %                                                                     |
| 4         | Nationalt gennemsnit | 66 %                                                                     |
| 5         | Kristendom           | 66 %                                                                     |
| 6         | Ingen                | 64 %                                                                     |
| 7         | Islam                | 44 %                                                                     |

| Placering | Oprindelig nationalitet    | Andel af personer i den arbejdsduelige alder med en akademisk grad |
| --------- | -------------------------- | ------------------------------------------------------------------ |
| 1         | Indisk                     | 71 %                                                               |
| 2         | Britisk                    | 26 %                                                               |
| 3         | Øvrige EU                  | 24 %                                                               |
| 4         | Alle øvrige nationaliteter | 24 %                                                               |
| 5         | Nationalt gennemsnit       | 23 %                                                               |
| 6         | Gibraltarsk                | 23 %                                                               |
| 7         | Spansk                     | 16 %                                                               |
| 8         | Marokkansk                 | 14 %                                                               |

### Kriminalitet
| Samlede antal kriminelle handlinger (per capita) ud fra nationalitet |                       |
| -------------------------------------------------------------------- | --------------------- |
| Marokkansk                                                           | 9,4 pr. 100 individer |
| Gibraltarsk                                                          | 6,3 pr. 100 individer |
| Britisk (Storbritannien)                                             | 6,3 pr. 100 individer |
| Nationalt gennemsnit                                                 | 6,3 pr. 100 individer |
| Øvrige EU                                                            | 5,8 pr. 100 individer |
| Øvrige nationaliteter                                                | 5,4 pr. 100 individer |
| Indisk                                                               | 1,6 pr. 100 individer |

Der blev begået i alt 2.093 forbrydelser i 2005/2006